# Riethia cinctipes
Riethia cinctipes är en tvåvingeart som beskrevs av Freeman 1961. Riethia cinctipes ingår i släktet Riethia och familjen fjädermyggor. Inga underarter finns listade i Catalogue of Life.